# Зеф
Зеф (др.-греч. Ζήθος), в современной транскрипции обычно Зет — сын Зевса и Антиопы, брат Амфиона.
В противоположность своему брату, Зет изображается простым, грубым пастухом и охотником. Когда неузнанная им мать просила о помощи, отказал ей, но Амфион помог. Они оба вместе умертвили Дирку, преследовавшую их мать, а также своего деда Лика, мужа Дирки, царствовавшего в Фивах, после чего завладели этим городом и окружили его стеной. Женился на Фиве. Поссорился с братом из-за его лиры. Муж Аэдоны, отец Итила. По другой версии, муж Фивы.
Его гробница в Фивах. В Фивах показывали общую могилу братьев.
Зеф стал персонажем трагедии Софокла «Ниоба», текст которой почти полностью утрачен.